# Malang Sarr
Malang Sarr (* 23. Januar 1999 in Nizza) ist ein französischer Fußballspieler. Der Innenverteidiger steht beim RC Lens unter Vertrag.

## Karriere

### Verein

#### Anfänge
Sarr wuchs in der südfranzösischen Hafenstadt Nizza als Sohn senegalesischer Eltern auf. Im Alter von sechs Jahren wechselte er zum lokalen Verein OGC Nizza, wo er die nächsten 12 Jahre diverse Jugendauswahlen des Erstligisten durchlief.

#### Profi bei OGC Nizza
Zur Saison 2016/17 wurde er mit 17 Jahren in die erste Mannschaft befördert und stand bereits am 14. August 2016 (1. Spieltag) im Ligaspiel gegen Stade Rennes in der Startformation. In der 60. Spielminute erzielte der Innenverteidiger das Tor des Tages, als er den Ball nach einem Freistoß Jean Michaël Seris in die Maschen beförderte. Mit diesem Treffer wurde er hinter dem Nigerianer Bartholomew Ogbeche zum zweitjüngsten Spieler, der in seinem Debütspiel in der Ligue 1 treffen konnte. Nach dem Spiel widmete er das Tor den Opfern des Anschlags in Nizza einen Monat zuvor. Sarr war trotz seines Alters in den folgenden Spielen bereits ein fester Bestandteil der Startformation des Trainers Lucien Favre. Im November 2016 unterzeichnete Malang Sarr seinen ersten professionellen Vertrag bei den Aiglons. Erst im Februar 2019 wurde er nach einer schwächeren Phase vom erfahrenen Paul Baysse aus der Aufstellung verdrängt und kam in der verbleibenden Spielzeit nur noch sporadisch zum Einsatz. Dennoch trug er mit 27 Ligaeinsätzen zum hervorragenden 3. Tabellenplatz Nizzas erheblich bei.
In der folgenden Spielzeit 2017/18 erhielt Teamkollege Maxime Le Marchand zum Saisonbeginn mehr Einsatzzeit, wodurch Sarr häufig auf der Bank saß oder überhaupt nicht im Spieltagskader gelistet war. Zwischen Anfang Dezember 2017 und Ende Februar 2018 bildete Sarr dann mit dem Routinier Dante Bonfim das Innenverteidigerduo, beor er zum Saisonende von ausgeliehenen Marlon Santos ersetzt wurde. In dieser Saison kam er in 21 Ligaspielen zum Einsatz und positionierte sich mit Nizza auf dem 8. Tabellenrang.
Der neue Trainer Patrick Vieira vertraute dann wieder auf Malang Sarr und setzte ihn nach einem holprigen Saisonbeginn 2018/19 wieder in der Startformation ein. Aus dieser wurde er in der gesamten Spielzeit nicht mehr verdrängt. Am 11. Mai 2019 (36. Spieltag) erzielte er beim 1:1-Unentschieden gegen den FC Nantes sein zweites Tor für Nizza in seiner professionellen Karriere. Bei der 0:3-Auswärtsniederlage gegen die AS Saint-Étienne am nächsten Spieltag trug er, in Abwesenheit des etatmäßigen Kapitäns Dante, dann erstmals die Kapitänsschleife. Ein weiteres Spiel später, am letzten Spieltag der Saison 2018/19, absolvierte Sarr beim 2:0-Heimsieg sein 100. Pflichtspiel für den OGC Nizza. In dieser Saison kam er auf 35 Ligaeinsätze.

#### Zwischen London und Porto
Ende August 2020 wechselte Sarr in die Premier League zum FC Chelsea, bei dem er einen Vertrag bis zum 30. Juni 2025 unterschrieb. Bei der Verpflichtung gab der FC Chelsea bekannt, dass der 21-Jährige zunächst für ein Jahr verliehen werden solle. Dem Cheftrainer Frank Lampard standen in der Innenverteidigung zudem Antonio Rüdiger, Andreas Christensen, Thiago Silva, Fikayo Tomori und Kurt Zouma zur Verfügung. Nachdem Sarr an den ersten Spieltagen nicht berücksichtigt worden war, wechselte er Anfang Oktober 2020 kurz vor dem Ende der Transferperiode bis zum Ende der Saison 2020/21 auf Leihbasis in die portugiesische Primeira Liga zum FC Porto. Dort konnte sich der Innenverteidiger jedoch nicht durchsetzen. Er kam lediglich auf 8 Erstligaeinsätze (5-mal von Beginn), in denen er ein Tor erzielte. Zudem kam Sarr 8-mal (ein Tor) in der zweiten Mannschaft in der Segunda Liga zum Einsatz.
Zur Saison 2021/22 kehrte Sarr zum FC Chelsea zurück. Im August 2022 wurde der Franzose für eine Saison an die AS Monaco ausgeliehen.
Im Juli 2024 wechselte er zum RC Lens und unterschrieb dort einen Vertrag bis 2026.

### Nationalmannschaft
Malang Sarr repräsentierte sein Heimatland in sämtlichen französische Juniorenauswahlen, beginnend mit der U16, für die er in neun Spielen zum Einsatz kam und ein Tor erzielte. Ab September 2015 spielte er dann für die U17, mit der er im Mai 2016 an der U17-Europameisterschaft in Aserbaidschan teilnahm. Dort kam er in allen drei Spielen in der Gruppenphase zum Einsatz, in der er Frankreich als Tabellenletzter ausschied. Die U18-Nationalmannschaft von Trainer Bernard Diomède führte er dann als Kapitän ins Turnier von Limogoes 2016. Mit der U19 nahm er an der U19-Europameisterschaft 2019 in Finnland teil. Bei diesem Wettbewerb kam er in drei Spielen als Kapitän zum Einsatz und erreichte mit Frankreich das Halbfinale, wo man an Italien scheiterte.
Im Herbst 2018 spielte er dann zweimal für die U20, bevor er im März 2019 wieder für die U21-Auswahl zum Einsatz kam, für die er bereits 2017 drei Spiele bestritten hatte. Bei der U21-Europameisterschaft 2019 absolvierte er zwei Gruppenspiele.

## Erfolge
- Klub-Weltmeister: 2021